# Амбариш (актёр)
Малавалли Хучче Говда Амарнатх (англ. Malavalli Huchche Gowda Amarnath; 29 мая 1952 — 24 ноября 2018), известный под псевдонимом Амбариш (канн. ಅಂಬರೀಶ್), — индийский актёр и политик из штата Карнатака. За 44 года актёрской карьеры сыграл примерно в 250 фильмах. Наряду с Раджкумаром и Вишнувардханом, входил в «Триумвират» наиболее известных актёров кинематографа на каннада.

## Биография
Родился 29 мая 1952 года в деревушке Доддарасинакер в округе Мандья штата Майсур (ныне Карнатака), получив при рождении имя Малавалли Хучче Говда Амарнатх, был шестым ребёнком в семье и приходился внучатым племянником скрипачу Чоудия. Амбариш окончил школу в Мандья, после чего переехал в Майсур для дальнейшего обучения.
Там его заметил режиссёр Путтанна Канагал, искавший нового актёра на роль злодея в его будущем фильме. Один из близких друзей Амбариша посоветовал ему взять псевдоним ради прослушивания. На прослушивании его попросили ходить определенным образом, произнести диалог и зажать сигарету во рту, после этого режиссёр взял его на роль в фильме «Кобра» 1972 года, в котором также дебютировал Вишнувардхан, ставший затем звездой той же киноиндустрии.
Карьера Амбариша в кино началась с краткой фазы антагонистических и вспомогательных персонажей. После того, как он стал ведущим актёром, изображая на экране мятежных героев во многих коммерчески успешных фильмах, он получил прозвище «мятежная звезда». Его другим прозвищем было «Мандьяда Ганду» (рус. Человек Мандьи).
Среди его работ в кино такие фильмы как Shubhamangala, Antha, Chakravyuha, Masanada Hoovu, Olavina Udugere, Hrudaya Haadithu, Odahuttidavaru, Diggajaru и Elu Suttina Kote. Политическая сатира Antha (1981) с Амбаришем и Лакшми в главных ролях рассказывает историю серьезного полицейского, который борется с коррупцией в обществе. В своё время этот фильм привлек к себе внимание цензуры из-за чрезвычайно жестокого содержания. 
Помимо завоевания нескольких кинопремий штата Карнатака и Filmfare Awards South, Амбариш был удостоен звания почетного доктора Карнатакского университета в 2013 году. Он также является лауреатом Национальной премии НТР, Filmfare Lifetime Achievement Award — South и Dr. Vishnuvardhan Award; все за пожизненные достижения и вклад в кино.
В 1994 году в преддверии выборов в законодательное собрание Амбариш присоединился к партии Индийский национальный конгресс (ИНК), агитируя за партию. Тем не менее, он вышел из партии два года спустя после того, как ему было отказано в билете для участия в всеобщих выборах 1996 года. Впоследствии он присоединился к Джаната Дал и победил на всеобщих выборах 1998 года от Мандьи. Позже он вернулся в ИНК, чтобы представлять тот же избирательный округ в Лок Сабхе ещё два срока.
В течение третьего срока он недолго занимал пост государственного министра информации и радиовещания в период с октября 2006 года по февраль 2007 года в рамках первого срока Манмохана Сингха. В период с мая 2013 по июнь 2016 года Амбариш был членом Законодательного собрания штата Карнатака и министром жилищного строительства в составе кабинета Сиддарамайи, пока последний не отправил его в отставку вместе с 13 другими министрами в ходе крупной перестановки в министерстве.

## Личная жизнь
Амбариш женился на актрисе Сумалатхе 8 декабря 1991 года. У пары есть сын Абхишек, который дебютирует в фильме Amar в 2019 году.
Актёр страдал проблемами с дыханием с 2014 года. 24 ноября 2018 года он был найден без сознания в своём доме в южном пригороде Бангалора и был доставлен в больницу, однако несмотря на усилия по реанимации Амбариш был объявлен умершим в 22:15.